# Sân bay Dublin
Sân bay Dublin (tiếng Ireland: Aerfort Bhaile Átha Cliath; mã sân bay IATA: DUB; mã sân bay ICAO: EIDW) là một sân bay quốc tế được điều hành bởi công ty DAA (tên cũ là Dublin Airport Authority). Nằm tại thị trấn Collinstown, hạt Fingal, 18,4 triệu hành khách đã thông qua sân bay trong năm 2010, làm cho nó trở thành sân bay bận rộn nhất tại Cộng hòa Ireland, tiếp theo là sân bay Cork và sân bay Shannon. Đây là bận rộn nhất trên đảo Ireland, tiếp theo là sân bay quốc tế Belfast, thành phố Belfast, sân bay Cork và sân bay Shannon.
Sân bay này nằm 10 km về phía bắc của thành phố Dublin trong một khu vực từng là nông thôn gần Swords, và được phục vụ bằng xe buýt và taxi. Metro Bắc, một tuyến đường sắt cao tốc đang trong giai đoạn triển khai, sẽ kết nối các sân bay để Swords và trung tâm thành phố Dublin.
Sân bay Dublin là trụ sở của hãng hàng không quốc gia Ireland Aer Lingus, hãng hàng không không giá rẻ lớn nhất châu Âu Ryanair và trong nước của Ai-len, hãng hàng không khu vực Aer Arann. Hãng hàng không thứ tư của Ai-len, CityJet, vận hành các chuyến bay từ sân bay và trụ sở của nó là nằm ở thị trấn gần đó of Swords.
Sân bay này có một mạng lưới đường ngắn và vừa rộng lớn, phục vụ bởi một mảng của các hãng hàng không. Các tuyến bay trong nước được cung cấp cho hầu hết các sân bay khu vực Ailen. Có khoảng 40 chuyến bay khởi hành hàng ngày từ Dublin đến tất cả năm sân bay London (Standsted, Luton, Gatwick, Heathrow và London City). Có hơn 30 khởi hành hàng ngày với các sân bay Anh. Ngoài ra còn có một mạng lưới đường dài, kích thước hợp lý. Aer Lingus phục vụ nhiều điểm đến nổi tiếng của Mỹ, và đã được thể thêm hơn nhờ các thỏa thuận bầu trời mở. Kế thừa các tàu sân bay Hoa Kỳ cũng phục vụ các sân bay từ các trung tâm lớn của Mỹ. Etihad Airways hoạt động một dịch vụ hai lần mỗi ngày giữa sân bay và Abu Dhabi và từ ngày 9 tháng 1 năm 2012 Emirates sẽ bắt đầu một tuyến bay mới hàng ngày trực tiếp đến Dubai. 
Cơ quan biên cảnh Hoa Kỳ có dịch vụ nhập cảnh trước tại sân bay này cho hành khách đi đến Hoa Kỳ, Dublin là một trong hai sân bay châu Âu với thiết bị này, cùng với sân bay Shannon.

## Hãng hàng không và tuyến bay
Các tuyến bay:

Ghi chú: † - Hãng bay thuê chuyến và điểm đến của các hãng đó

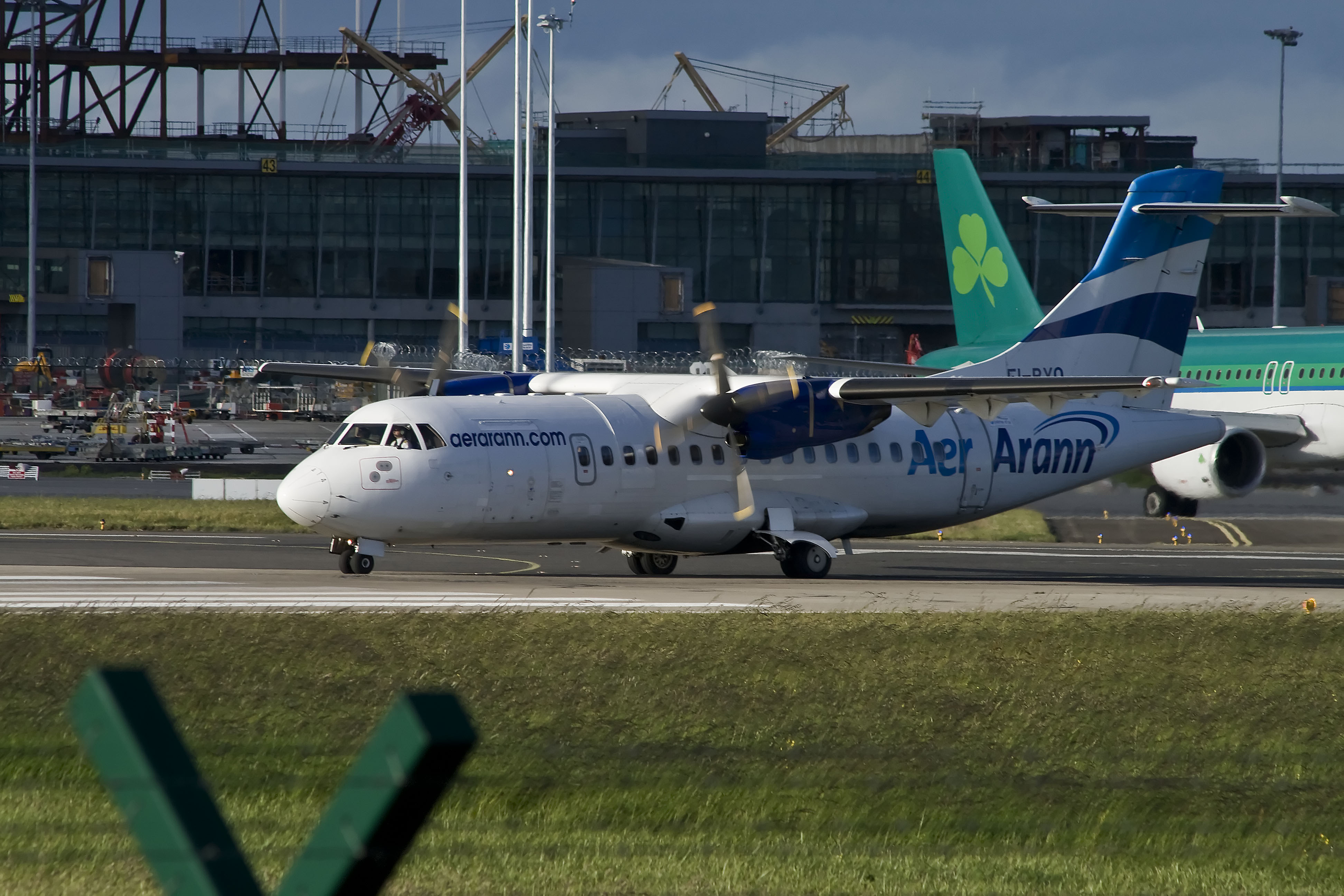
Aer Arann ATR42-300 đi vào đường băng

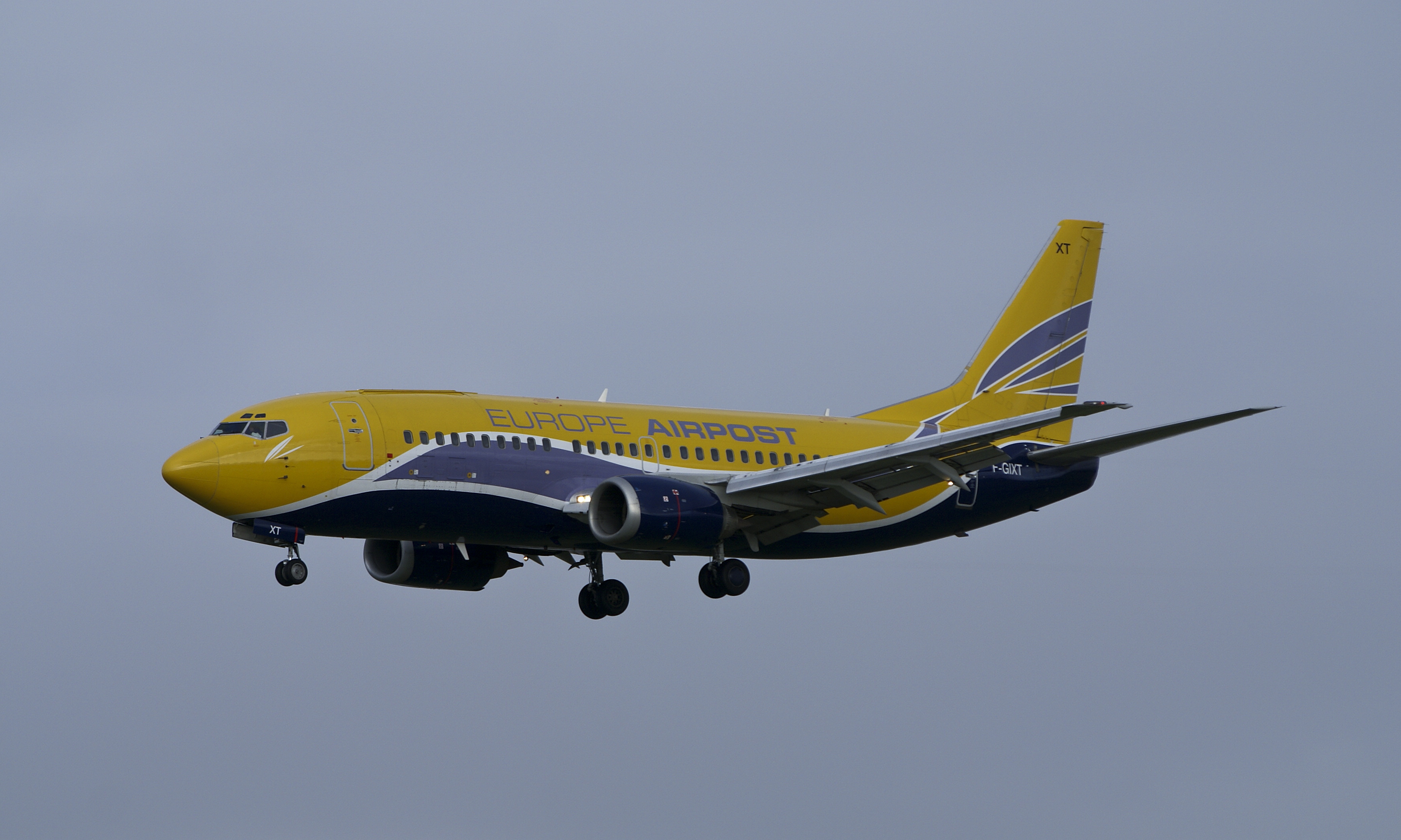
Europe Airpost Boeing 737-300 hạ cánh

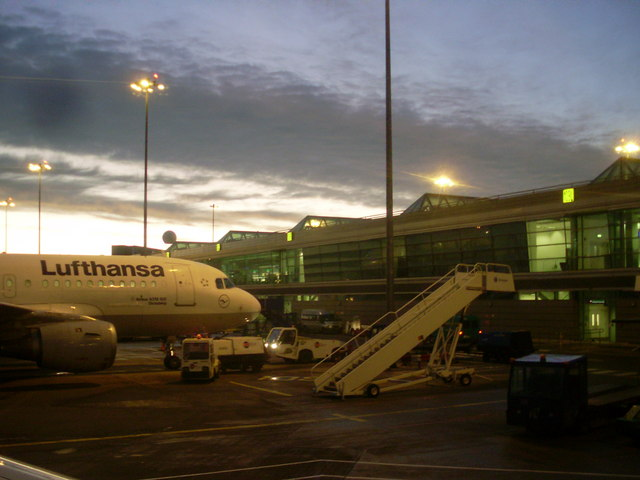
Lufthansa Airbus A320

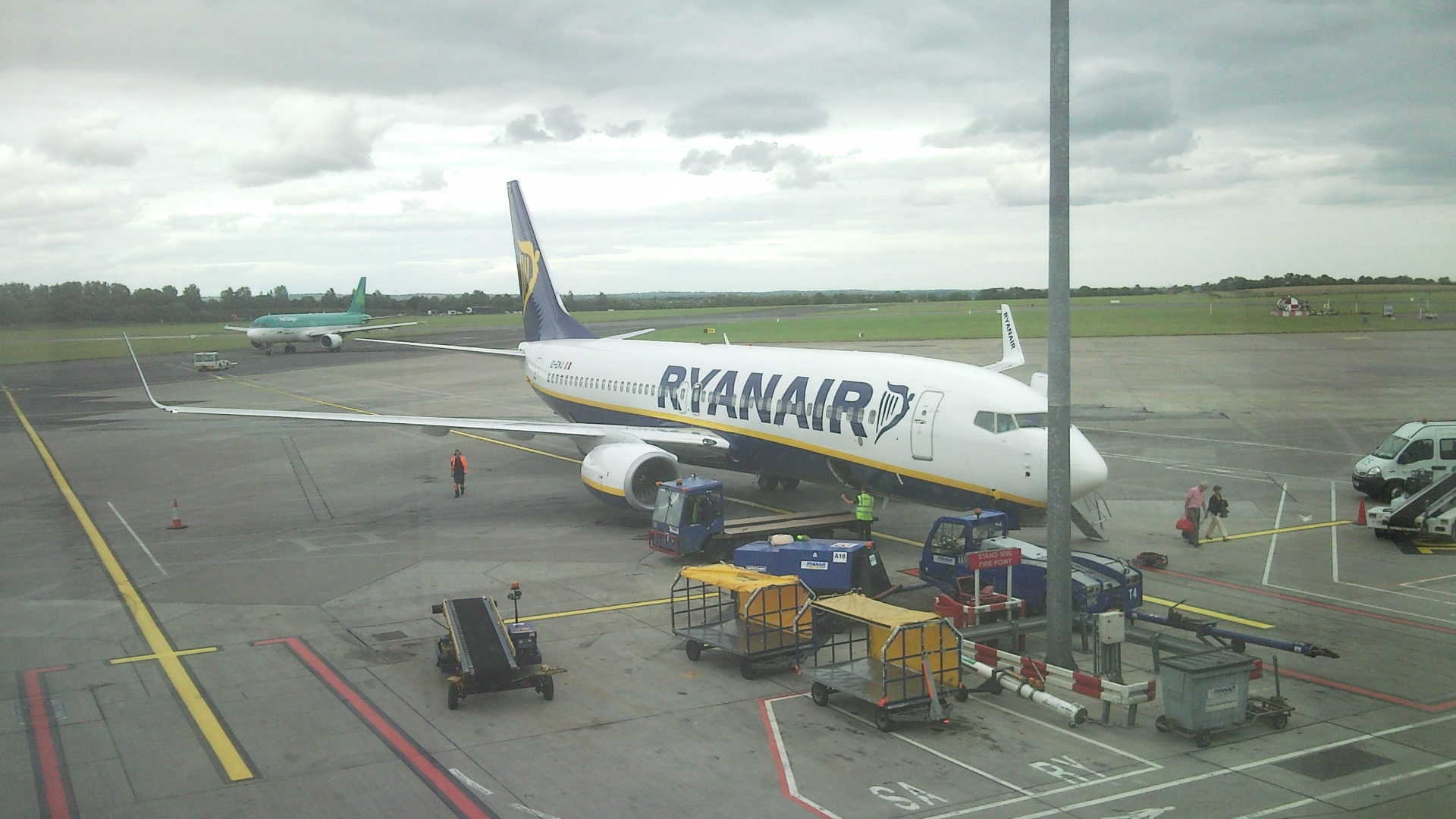
Ryanair Boeing 737-800 tại Pier D

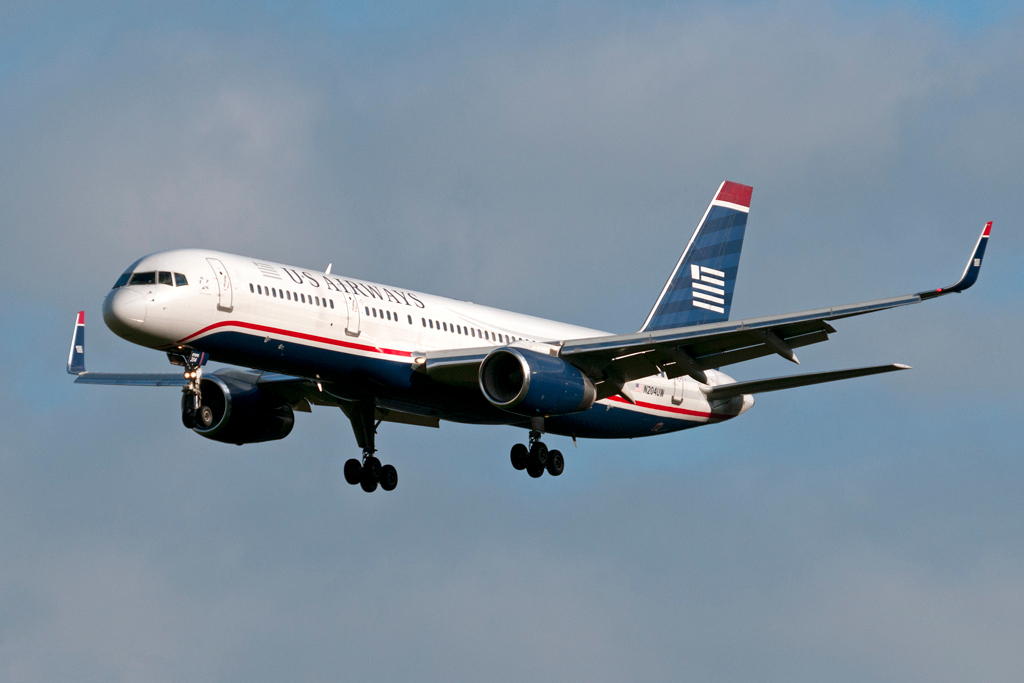
US Airways Boeing 757 sau khi cất cánh

| Hãng hàng không                             | Các điểm đến | Terminal |
| ------------------------------------------- | --- | -------- |
| Adria Airways                               | Theo mùa: Ljubljana | 1        |
| Aer Arann                                   | Isle of Man, Kerry thuê chuyến: Manchester | 1        |
| Air Europa †                                | Theo mùa: Palma de Mallorca [bắt đầu từ ngày 29 Tháng 5 năm 2012] | 1        |
| Aer Lingus                                  | Alicante, Amsterdam, Barcelona, Berlin-Schönefeld, Birmingham, Boston, Brussels, Bucharest-Henri Coandă, Budapest, Chicago-O'Hare, Düsseldorf, Edinburgh, Faro, Frankfurt, Fuerteventura, Geneva, Gran Canaria, Hamburg, Kraków, Lanzarote, Lisbon, London-Gatwick, London-Heathrow, Lyon, Madrid, Málaga, Manchester, Milan-Linate, Milan-Malpensa, Munich, Nice, New York-JFK, Orlando, Paris-Charles de Gaulle, Prague, Rome-Fiumicino, Stockholm-Arlanda [bắt đầu từ ngày 25 March], Stuttgart, Tenerife-South, Toulouse, Vienna, Vilnius, Warsaw, Zürich Theo mùa: Agadir, Athens, Bilbao, Bologna, Bordeaux, Burgas, Catania, Dubrovnik, Helsinki, Ibiza, İzmir, Jersey, Marseille, Naples, Palma de Mallorca, Perpignan, Santiago de Compostela, Venice-Marco Polo, Verona [bắt đầu từ ngày 24 March] Theo mùa charter: Salzburg [bắt đầu từ ngày 24 tháng 12] | 2        |
| Aer Lingus Regional vận hành bởi Aer Arann  | Aberdeen, Blackpool, Bristol, Cardiff, Edinburgh, Glasgow-International Theo mùa: Rennes | 1        |
| Air Australia †                             | Theo mùa: Larnaca [bắt đầu từ ngày 16 Tháng 6 năm 2012] | 1        |
| Air Canada                                  | Theo mùa: Toronto-Pearson | 1        |
| Air France vận hành bởi CityJet             | London-City, Paris-Charles de Gaulle Theo mùa: Pau | 1        |
| Air Italy †                                 | Theo mùa: Milan-Malpensa | 1        |
| AMC Airlines †                              | Theo mùa: Sharm el-Sheikh | 1        |
| Air Transat                                 | Theo mùa: Montréal-Trudeau, Toronto-Pearson | 1        |
| American Airlines                           | Theo mùa: Chicago-O'Hare | 2        |
| Arkia Israel Airlines                       | Theo mùa: Tel Aviv-Ben Gurion | 1        |
| BH Air †                                    | Theo mùa: Bourgas | 1        |
| Blue Air                                    | Bacău, Bucharest-Băneasa | 1        |
| Bulgaria Air †                              | Theo mùa: Plovdiv [bắt đầu từ ngày 7 January] | 1        |
| CityJet †                                   | Manchester | 1        |
| Delta Air Lines                             | Atlanta, New York-JFK | 2        |
| Emirates                                    | Dubai [bắt đầu từ ngày 9 January] | 2        |
| Etihad Airways                              | Abu Dhabi | 2        |
| Europe Airpost †                            | Salzburg Theo mùa: Burgas, Dalaman [bắt đầu từ ngày 11 Tháng 6 năm 2012], Dubrovnik, Edinburgh, Faro, Gran Canaria, Heraklion, Lanzarote, La Rochelle, Lisbon, Málaga, Naples, Palma de Mallorca, Plovdiv [bắt đầu từ ngày 24 December], Toulouse [bắt đầu từ ngày 26 December], Verona, Zakynthos | 1        |
| Flybe                                       | Exeter, Southampton Bay thuê chuyến theo mùa: Salzburg [bắt đầu từ ngày 24 December], Verona | 1        |
| Flybe operated by Loganair                  | Donegal | 1        |
| Germania †                                  | Theo mùa: Faro [bắt đầu từ ngày 20 Tháng 5 năm 2012], Malága [bắt đầu từ ngày 19 Tháng 5 năm 2012], Menorca [bắt đầu từ ngày 19 Tháng 5 năm 2012] | 1        |
| Germanwings                                 | Theo mùa: Cologne/Bonn | 1        |
| Holidays Czech Airlines                     | Theo mùa: Prague Bay thuê chuyến theo mùa: Heraklion, Palma de Mallorca, Reus, Zakynthos | 1        |
| Iberia                                      | Madrid [tiếp tục lại từ ngày 1 June] | 1        |
| Iberia vận hành bởi Air Nostrum             | Madrid | 1        |
| Jet2.com †                                  | Theo mùa: Chambéry | 1        |
| Jet4You†                                    | Agadir [tiếp tục lại từ ngày 19 Tháng 5 năm 2012] | 1        |
| Lufthansa                                   | Frankfurt Theo mùa: Munich | 1        |
| Lufthansa Regional vận hành bởi Contact Air | Theo mùa: Düsseldorf [bắt đầu từ ngày 9 Tháng 5 năm 2012] | 1        |
| Lufthansa Regional vận hành bởi Eurowings   | Theo mùa: Düsseldorf [bắt đầu từ ngày 6 Tháng 5 năm 2012] | 1        |
| Norwegian Air Shuttle                       | Copenhagen, Oslo-Gardermoen | 1        |
| Onur Air †                                  | Theo mùa: Antalya, Bodrum, İzmir | 1        |
| Pegasus Airlines †                          | Theo mùa: Bodrum, İzmir | 1        |
| Ryanair                                     | Alghero, Alicante, Barcelona, Berlin-Schönefeld, Birmingham, Bologna, Bratislava, Bristol, Brussels-South Charleroi, Bydgoszcz, Carcassonne, East Midlands, Edinburgh, Eindhoven, Faro, Frankfurt-Hahn, Fuerteventura, Gdańsk, Girona, Glasgow-Prestwick, Gran Canaria, Grenoble, Katowice, Kaunas, Kraków, Lanzarote, Leeds/Bradford, Liverpool, Łódź, London-Gatwick, London-Luton, London-Stansted, Madrid, Málaga, Malta, Manchester, Memmingen, Milan-Bergamo, Murcia, Nantes, Newcastle upon Tyne, Oslo-Rygge, Paris-Beauvais, Pisa, Poznań, Riga, Rome-Ciampino, Rzeszow, Stockholm-Skavsta, Szczecin, Tallinn, Tenerife-South, Vilnius, Wrocław Theo mùa: Biarritz, Ibiza, La Rochelle, Marseille, Nice, Palma de Mallorca, Porto, Reus, Rodez, Salzburg, Santander, Seville, Tours, Trapani, Turin, Valencia, Venice-Treviso, Zadar                          | 1        |
| SATA International                          | Funchal | 1        |
| Scandinavian Airlines                       | Copenhagen, Oslo-Gardermoen, Stockholm-Arlanda | 1        |
| Swiss International Air Lines               | Zürich | 1        |
| S7 Airlines                                 | Theo mùa: Moscow-Domodedovo | 1        |
| Tailwind Airlines †                         | Theo mùa: İzmir | 1        |
| Thomson Airways                             | Gran Canaria, Lanzarote Theo mùa: Burgas, Corfu, Faro [bắt đầu từ ngày 31 Tháng 5 năm 2012], Innsbruck, Larnaca, Málaga, Palma de Mallorca, Sharm el-Sheikh, Turin | 1        |
| Travel Service †                            | Lanzarote | 1        |
| Tunisair †                                  | Enfidha | 1        |
| Turkish Airlines                            | Istanbul-Atatürk | 1        |
| United Airlines                             | Newark, Washington-Dulles [bắt đầu từ ngày 8 Tháng 6 năm 2012] | 2        |

### Hàng hóa
| Hãng hàng không                                 | Các điểm đến                                                                           |
| ----------------------------------------------- | -------------------------------------------------------------------------------------- |
| Air France Cargo                                | Chicago-O'Hare, Paris-Charles de Gaulle                                                |
| DHL Express vận hành bởi European Air Transport | East Midlands, London-Luton                                                            |
| FedEx Express                                   | Paris-Charles de Gaulle                                                                |
| FedEx Feeder vận hành bởi Air Contractors       | Birmingham, East Midlands, Glasgow-International, London-Stansted, Manchester, Shannon |
| TNT Airways                                     | Birmingham, Liège, Shannon                                                             |
| UPS Airlines vận hành bởi Star Air (Maersk Air) | Cologne/Bonn, Shannon                                                                  |